# Amurosaurus
 Amurosaurus  („Echse aus der Amur-Region“) ist ein Dinosaurier aus der Familie der Hadrosauridae (Entenschnabeldinosaurier), die zu den Ornithischia (Vogelbeckendinosaurier) gezählt wird.
Die Überreste – ein unvollständiger Schädel sowie weiteres, postcraniales (nichtschädel) Material – stammt aus einem einzigen, der Oberkreide (spätes Maastrichtium) zuzurechnenden Knochenbett aus der Amur-Region aus dem östlichen Russland. Es handelt sich um einen bis zu acht Meter langen basalen Lambeosaurinen, der wie seine Verwandten ein Herbivore (Pflanzenfresser) war und wahrscheinlich vierbeinig als auch zweibeinig lief. Die einzige bisher bekannte Art dieser Gattung ist Amurosaurus riabinini.

## Fundort und Fundgeschichte

### DerAmurosaurus-Fund
Im Jahr 1984 wurde am Rand der Stadt Blagoweschtschensk, auf der russischen Seite des Amur-Flusses, ein großes Bonebed entdeckt, das im Jahr 1991 auf einer 200 Quadratmeter großen Grabungsfläche bereits mehrere Hundert Knochen freigegeben hatte. Ein Großteil der Knochen gehörte zu Lambeosaurinen Dinosauriern, obwohl auch isolierte Theropodenzähne – und Bissspuren an den Lambeosaurinen-Knochen – entdeckt wurden, was auf Prädatoren oder Aasfresser schließen lässt. Ein kleiner Teil der Knochen (miteinander verbundene linke Maxilla (Oberkieferknochen) und Unterkieferknochen; Holotyp AEHM 1/12) wurde von Bolotsky und Kurzanov im Jahr 1991 in einer kurzen Beschreibung als Amurosaurus riabinini bezeichnet. Das Artepitheth riabinini ehrt den Paläontologen Anatoly Riabinin, der die ersten russischen Dinosaurier-Expeditionen in dieser Region leitete (s. u.). Die restlichen Knochen jedoch, die größtenteils juvenilen Amurosaurus gehörten, wurden nicht beschrieben. In der Folgezeit fand Amurosaurus unter Paläontologen wenig Beachtung, bis im Jahr 2004 eine genauere Beschreibung aller bisher entdeckten Knochen (Godefroit, Bolotsky und Itterbeeck) erfolgte.
Geologisch gesehen gehören die Schichten des Fundorts zur Udurchukan-Formation, welche den unteren Teil der Tsagayan-Group bildet. Die fossiltragenden Sedimente bestehen aus grünlichen, granulierten Ton. Damals lagen diese Sedimente zusammen mit den Knochen in einem Überschwemmungsgebiet oder einem Fluss. Die nicht miteinander verbundenen Knochen sind gut erhalten – selbst fragile Schädelknochen sind vorhanden – und nicht nach Größe sortiert. Dies lässt darauf schließen, dass die Knochen nur über eine kurze Distanz vom Wasser transportiert wurden.

### Weitere Funde aus der Amur-Region
In der Umgebung des Flusses Amur – der auf einer langen Strecke die Grenze zwischen Russland und der Volksrepublik China bildet – wurden schon seit 1902 Dinosaurierfossilien entdeckt – meistens Hadrosauriden-Knochen. Der erste bekannte Fund besteht aus isolierten Knochen, die nahe dem Dorf Jiayin auf der chinesischen Seite gefunden wurden. In den Jahren 1916 und 1970 kamen bei Grabungen des russischen Komitees für Geologie im Umfeld von Jiayin weitere Knochen zu Tage. Anatoly Riabinin ordnete sie der Hadrosauridae zu und beschrieb zwei neue Arten, Trachodon amurense und Saurolophus krystofovici, welche heute aber aufgrund der sehr fragmentarischen Überreste als Nomia Dubia (zweifelhaft) eingestuft werden. Godefroit et al. (2000, 2001) beschrieben eine weitere Spezies aus Jiayin: Charonosaurus jiayinensis.
Dinosaurierfossilien aus der russischen Seite wurden erstmals im Jahr 1957 entdeckt. Eine neuere Entdeckung in der russischen Amur-Region ist, neben dem Amurosaurus-Knochenbett bei Blagoweschtschensk, ein Fundort bei Kundur. Hier wurde neben anderen Knochen ein fast vollständiges, mit einem großen Kopfkamm versehenes, Hadrosauriden-Skelett gefunden, das im Jahr 2003 als Olorotitan arharensis (Godefroit, Bolotsky und Alifanov) beschrieben wurde.

## Beschreibung und Abgrenzung zu anderen Arten

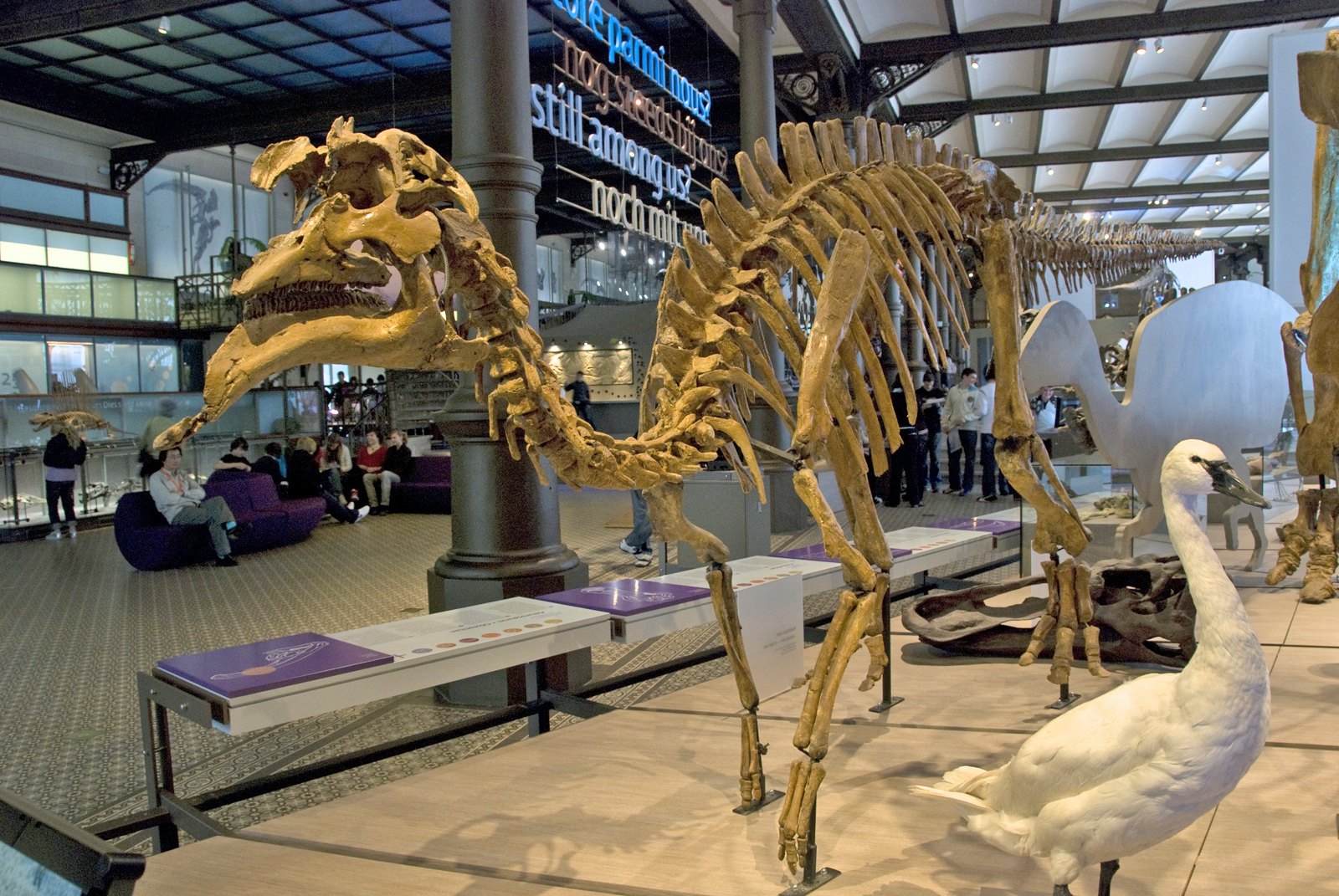
Replik von Amurosaurus

Das Skelett ist fast komplett bekannt, wodurch Amurosaurus zu den bestbekannten russischen Dinosauriern zählt. Allerdings fehlt die Oberseite des Schädels sowie der „Entenschnabel“ (Premaxillare und Pre-dentary), und auch ein Knochenkamm, wie er bei anderen Lambeosaurinen in teilweise bizarren Formen vorkommt, wurde nicht gefunden. Allerdings sind die Schädelknochen so gebaut, dass sie einen Kamm unterstützen würden – sodass man davon ausgehen kann, dass auch dieses Tier einen Kamm trug. In Rekonstruktionen wird Amurosaurus meist mit einem etwas kleineren Knochenkamm dargestellt.
Das Skelett unterscheidet sich durch viele Autapomorphien von dem anderer Lambeosaurinen – dazu zählen z. B. die verlängerten und S-förmigen Oberarmknochen (Ulna und Radius). Von den beiden anderen, aus der Amur-Region bekannten Lambeosaurinen aus dem Maastrichtium, Charonosaurus (Yuliangze-Formation) und Olorotitan (Udurchukan-Formation), lässt sich Amurosaurus klar abgrenzen: Von 22 wichtigen Skelettmerkmalen können 14 als signifikant verschieden zwischen Amurosaurus und Charonosaurus angesehen werden. Zwischen Amurosaurus und Olorotitan sind die Unterschiede geringer (nur sechs Merkmale), dies wird jedoch darauf zurückgeführt, dass jeweils unterschiedliche Schädelteile erhalten sind.

## Systematik
Amurosaurus wird innerhalb der Unterfamilie Lambeosaurinae klassifiziert, welche zusammen mit der Hadrosaurinae die Familie Hadrosauridae bildet. Innerhalb der Lambeosaurinae gibt es zwei Untergruppen – die Parasaurolophini (Charonosaurus und Parasaurolophus) sowie die Lambeosaurini (Corythosaurus, Hypacrosaurus, Olorotitan, Lambeosaurus sowie Nipponosaurus). Jaxartosaurus und Tsintaosaurus gelten aufgrund einiger ursprünglicherer Schädelmerkmale als basalere Taxa. Auch Amurosaurus gehört zu den basaleren Arten, ist aber moderner als Jaxartosaurus und Tsintaosaurus und steht den beiden Untergruppen als Schwestertaxon gegenüber.
Die Tatsache, dass alle basalen Lambeosaurinae aus Asien stammen, führte zu der Theorie, dass diese Unterfamilie in Asien entstand und sich später auch nach Nordamerika ausbreitete.
|      | Amurosaurus |
|      | |
| N.N. | \| \| Parasaurolophini (Parasaurolophus, Charonosaurus) \| \| \| \| \| \| Lambeosaurini (z. B. Lambeosaurus, Corythosaurus, Olorotitan) \| \| \| \| |
|      | \| \| Parasaurolophini (Parasaurolophus, Charonosaurus) \| \| \| \| \| \| Lambeosaurini (z. B. Lambeosaurus, Corythosaurus, Olorotitan) \| \| \| \| |
|      | Parasaurolophini (Parasaurolophus, Charonosaurus)                                                                                                   |
|      | |
|      | Lambeosaurini (z. B. Lambeosaurus, Corythosaurus, Olorotitan)                                                                                       |
|      | |

|  | Parasaurolophini (Parasaurolophus, Charonosaurus)             |
|  |                                                               |
|  | Lambeosaurini (z. B. Lambeosaurus, Corythosaurus, Olorotitan) |
|  |                                                               |

|      | Amurosaurus |
|      | |
| N.N. | \| \| Parasaurolophini (Parasaurolophus, Charonosaurus) \| \| \| \| \| \| Lambeosaurini (z. B. Lambeosaurus, Corythosaurus, Olorotitan) \| \| \| \| |
|      | \| \| Parasaurolophini (Parasaurolophus, Charonosaurus) \| \| \| \| \| \| Lambeosaurini (z. B. Lambeosaurus, Corythosaurus, Olorotitan) \| \| \| \| |
|      | Parasaurolophini (Parasaurolophus, Charonosaurus)                                                                                                   |
|      | |
|      | Lambeosaurini (z. B. Lambeosaurus, Corythosaurus, Olorotitan)                                                                                       |
|      | |

|  | Parasaurolophini (Parasaurolophus, Charonosaurus)             |
|  |                                                               |
|  | Lambeosaurini (z. B. Lambeosaurus, Corythosaurus, Olorotitan) |
|  |                                                               |

|      | Amurosaurus |
|      | |
| N.N. | \| \| Parasaurolophini (Parasaurolophus, Charonosaurus) \| \| \| \| \| \| Lambeosaurini (z. B. Lambeosaurus, Corythosaurus, Olorotitan) \| \| \| \| |
|      | \| \| Parasaurolophini (Parasaurolophus, Charonosaurus) \| \| \| \| \| \| Lambeosaurini (z. B. Lambeosaurus, Corythosaurus, Olorotitan) \| \| \| \| |
|      | Parasaurolophini (Parasaurolophus, Charonosaurus)                                                                                                   |
|      | |
|      | Lambeosaurini (z. B. Lambeosaurus, Corythosaurus, Olorotitan)                                                                                       |
|      | |

|  | Parasaurolophini (Parasaurolophus, Charonosaurus)             |
|  |                                                               |
|  | Lambeosaurini (z. B. Lambeosaurus, Corythosaurus, Olorotitan) |
|  |                                                               |

|      | Amurosaurus |
|      | |
| N.N. | \| \| Parasaurolophini (Parasaurolophus, Charonosaurus) \| \| \| \| \| \| Lambeosaurini (z. B. Lambeosaurus, Corythosaurus, Olorotitan) \| \| \| \| |
|      | \| \| Parasaurolophini (Parasaurolophus, Charonosaurus) \| \| \| \| \| \| Lambeosaurini (z. B. Lambeosaurus, Corythosaurus, Olorotitan) \| \| \| \| |
|      | Parasaurolophini (Parasaurolophus, Charonosaurus)                                                                                                   |
|      | |
|      | Lambeosaurini (z. B. Lambeosaurus, Corythosaurus, Olorotitan)                                                                                       |
|      | |

|  | Parasaurolophini (Parasaurolophus, Charonosaurus)             |
|  |                                                               |
|  | Lambeosaurini (z. B. Lambeosaurus, Corythosaurus, Olorotitan) |
|  |                                                               |

|      | Amurosaurus |
|      | |
| N.N. | \| \| Parasaurolophini (Parasaurolophus, Charonosaurus) \| \| \| \| \| \| Lambeosaurini (z. B. Lambeosaurus, Corythosaurus, Olorotitan) \| \| \| \| |
|      | \| \| Parasaurolophini (Parasaurolophus, Charonosaurus) \| \| \| \| \| \| Lambeosaurini (z. B. Lambeosaurus, Corythosaurus, Olorotitan) \| \| \| \| |
|      | Parasaurolophini (Parasaurolophus, Charonosaurus)                                                                                                   |
|      | |
|      | Lambeosaurini (z. B. Lambeosaurus, Corythosaurus, Olorotitan)                                                                                       |
|      | |

|  | Parasaurolophini (Parasaurolophus, Charonosaurus)             |
|  |                                                               |
|  | Lambeosaurini (z. B. Lambeosaurus, Corythosaurus, Olorotitan) |
|  |                                                               |

|      | Amurosaurus |
|      | |
| N.N. | \| \| Parasaurolophini (Parasaurolophus, Charonosaurus) \| \| \| \| \| \| Lambeosaurini (z. B. Lambeosaurus, Corythosaurus, Olorotitan) \| \| \| \| |
|      | \| \| Parasaurolophini (Parasaurolophus, Charonosaurus) \| \| \| \| \| \| Lambeosaurini (z. B. Lambeosaurus, Corythosaurus, Olorotitan) \| \| \| \| |
|      | Parasaurolophini (Parasaurolophus, Charonosaurus)                                                                                                   |
|      | |
|      | Lambeosaurini (z. B. Lambeosaurus, Corythosaurus, Olorotitan)                                                                                       |
|      | |

|  | Parasaurolophini (Parasaurolophus, Charonosaurus)             |
|  |                                                               |
|  | Lambeosaurini (z. B. Lambeosaurus, Corythosaurus, Olorotitan) |
|  |                                                               |

|      | Amurosaurus |
|      | |
| N.N. | \| \| Parasaurolophini (Parasaurolophus, Charonosaurus) \| \| \| \| \| \| Lambeosaurini (z. B. Lambeosaurus, Corythosaurus, Olorotitan) \| \| \| \| |
|      | \| \| Parasaurolophini (Parasaurolophus, Charonosaurus) \| \| \| \| \| \| Lambeosaurini (z. B. Lambeosaurus, Corythosaurus, Olorotitan) \| \| \| \| |
|      | Parasaurolophini (Parasaurolophus, Charonosaurus)                                                                                                   |
|      | |
|      | Lambeosaurini (z. B. Lambeosaurus, Corythosaurus, Olorotitan)                                                                                       |
|      | |

|  | Parasaurolophini (Parasaurolophus, Charonosaurus)             |
|  |                                                               |
|  | Lambeosaurini (z. B. Lambeosaurus, Corythosaurus, Olorotitan) |
|  |                                                               |

|      | Amurosaurus |
|      | |
| N.N. | \| \| Parasaurolophini (Parasaurolophus, Charonosaurus) \| \| \| \| \| \| Lambeosaurini (z. B. Lambeosaurus, Corythosaurus, Olorotitan) \| \| \| \| |
|      | \| \| Parasaurolophini (Parasaurolophus, Charonosaurus) \| \| \| \| \| \| Lambeosaurini (z. B. Lambeosaurus, Corythosaurus, Olorotitan) \| \| \| \| |
|      | Parasaurolophini (Parasaurolophus, Charonosaurus)                                                                                                   |
|      | |
|      | Lambeosaurini (z. B. Lambeosaurus, Corythosaurus, Olorotitan)                                                                                       |
|      | |

|  | Parasaurolophini (Parasaurolophus, Charonosaurus)             |
|  |                                                               |
|  | Lambeosaurini (z. B. Lambeosaurus, Corythosaurus, Olorotitan) |
|  |                                                               |